# Las Navas
Las Navas (Bayan ng Las Navas) är en kommun i Filippinerna. Kommunen ligger på ön Samar, och tillhör provinsen Norra Samar. Folkmängden uppgår till 20 066 invånare.

## Barangayer
Las Navas är indelat i 53 barangayer.
| - Balugo - Bugay - Bugtosan - Bukid - Bulao - Caputoan - Catoto-ogan - Cuenco - Dapdap - Del Pilar - Dolores - Epaw - Geguinta - Geracdo (also known as F. Robis) - Guyo - H. Jolejole District (Pob.) - Hangi - Imelda | - L. Empon - Lakandula - Lumala-og - Lourdes - Mabini - Macarthur - Magsaysay - Matelarag - Osmeña - Paco - Palanas - Perez - Poponton - Quezon - Quirino - Quirino District (Pob.) - Rebong - Rizal | - Roxas - Rufino - Sag-od - San Andres - San Antonio - San Fernando - San Francisco - San Isidro - San Jorge - San Jose - San Miguel - Santo Tomas - Tagab-Iran - Tagan-ayan - Taylor - Victory - H. Jolejole |